# 31437 Verma
31437 Verma è un asteroide della fascia principale. Scoperto nel 1999, presenta un'orbita caratterizzata da un semiasse maggiore pari a 2,3526375 UA e da un'eccentricità di 0,1680449, inclinata di 6,60530° rispetto all'eclittica.